# Jordbävningen i Bingöl 2003
Jordbävningen i Bingöl 2003 var en jordbävning med magnitud 6,4 i östra Turkiet den 1 maj 2003 klockan 03:27 lokal tid (00:27 UTC). Epicentrum var i Bingölprovinsen, 15 kilometer norr om Bingöl. 
Minst 176 personer dödades, och 625 byggnader kollapsade eller drabbades av svåra skador i den drabbade regionen.84 av dödsfallen inträffade då en sovsal vid en internatskola i Celtiksuyu kollapsade. 

### Fotnoter
1. ↑  TheBingöl earthquake of May, 2003
2. ↑  ”Quake headteacher speaks of ordeal”. BBC News. 4 maj 2003. http://news.bbc.co.uk/1/hi/world/europe/2999429.stm. Läst 5 juli 2009.